# František Dvořák (historik umění)
František Dvořák (17. dubna 1920 Červenka – 9. listopadu 2015 Praha) byl český historik umění, výtvarný teoretik a pedagog. Pro jeho vědomosti a zápal pro umění se mu přezdívalo František Dvořák, české kultury hořák.

## Životopis
Maturoval na gymnasiu v Litovli a poté absolvoval učitelský ústav v Kroměříži. Po válce v letech 1945 až 1949 studoval na Filozofické fakultě Univerzity Karlovy obor dějiny umění (Antonín Matějček, Josef Cibulka, Jan Květ, Jaromír Pečírka) a estetika (Jan Mukařovský). V letech 1950 až 1958 působil jako asistent prof. Václava Viléma Štecha na Akademii výtvarných umění.
V poválečných letech se přátelil s Jiřím Karáskem ze Lvovic. Roku 1949 byl přijat do SVU Mánes (členem obnoveného spolku byl pak od roku 1990). Od roku 1952 byl členem, od roku 1989 místopředsedou SČUG Hollar. V roce 1956 byl teoretikem a spoluzakladatelem tvůrčí skupiny Máj. Od roku 1960 byl členem, v letech 1977–96 předsedou Spolku českých bibliofilů.
V roce 1960 byl přijat jako odborný pracovník do grafické sbírky Národní galerie a v dalších letech vyučoval na Střední uměleckoprůmyslové škole v Praze (1963–1969). V roce 1969 se stal docentem dějin umění a přednášel 16 let na Palackého univerzitě v Olomouci (do roku 1985). Od roku 1950 působil externě také na Filmové fakultě AMU v Praze, kde v 60. letech přednášel dějiny umění zejména celé generaci nové české filmové vlny. Po listopadu 1989 opět působil na FAMU a v roce 1993 byl jmenován profesorem dějin umění na Filozofické fakultě University Karlovy, kde přednášel až do svých devadesátin.
Od roku 1995 byl členem, od roku 2003 prezidentem Masarykovy akademie umění.
Jeho manželkou byla od roku 1948 Jaroslava Natálie Dvořáková, rozená Křížková (19. března 1926 – 30. října 2002), s níž měl syny Jana (narozen 1951) a Daniela (narozen 1954), kteří se oba profesionálně věnují divadlu.

### Ocenění
- 1985 Stříbrná medaile za pedagogickou práci UP Olomouc
- 1985 vyznamenání za spolupráci s PNP v Praze
- 1997 diplom Svazu českých bibliofilů
- 2001 Cena Masarykovy akademie umění
- 2004 Hlavní cena Trebbia za odbornou publikační činnost
- 2010 Zlatá plaketa prezidenta republiky za přínos českým dějinám umění a pedagogickou, publicistickou i osvětovou činnost.[4]

## Dílo
Je autorem 35 monografií výtvarníků, z nichž některé vyšly v několika světových jazycích. Do historie českého výtvarného umění se zapsal monografickými studiemi věnovanými především tvorbě umělců, se kterými se znal osobně – Františka Tichého, Jana Zrzavého, Cyrila Boudy, Zdeňka Hajného, Kamila Lhotáka, Adolfa Borna nebo Václava Špály.

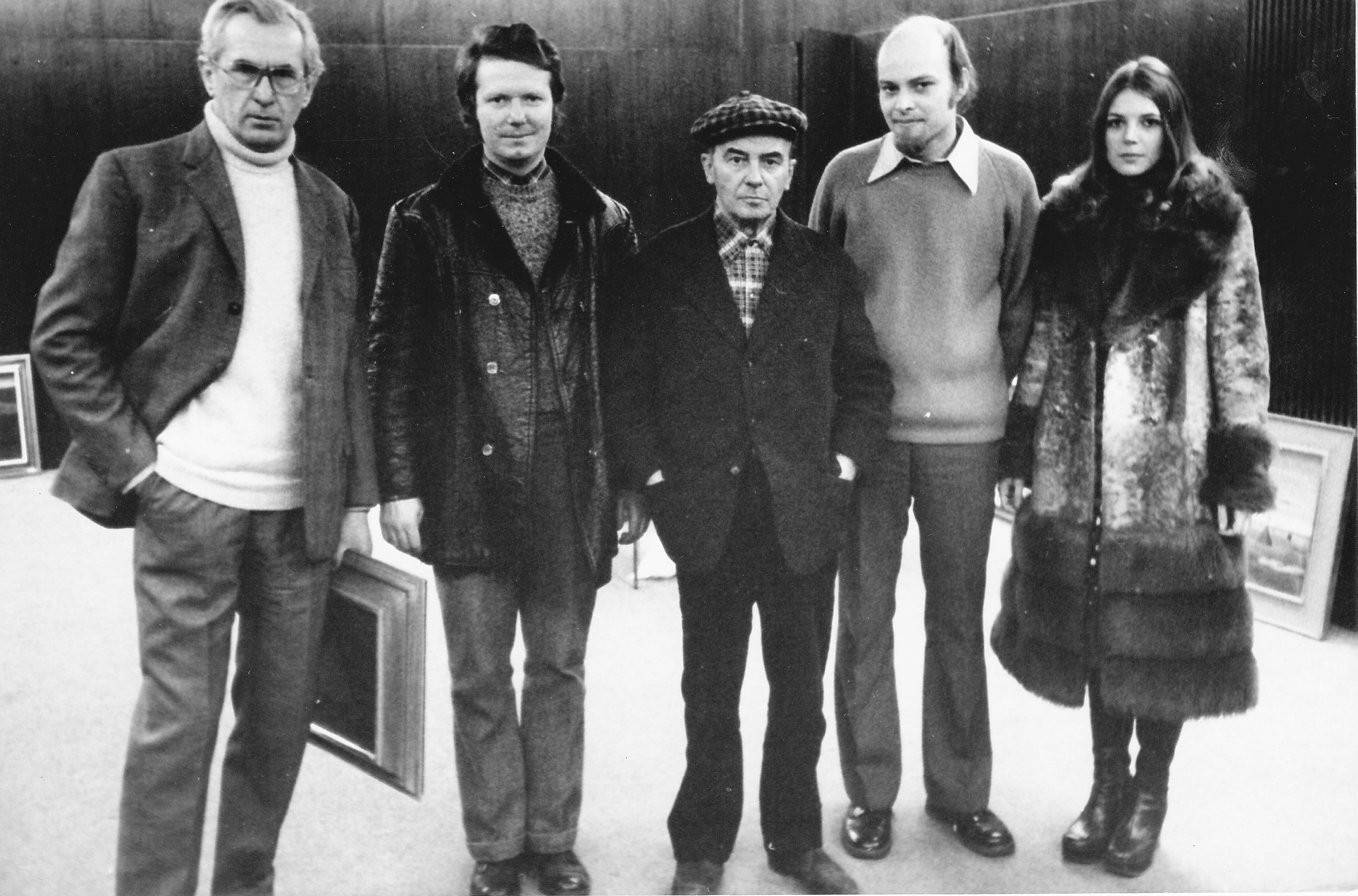
Instalace výstavy v Galérii Fronta 1. 2. 1976 – zleva František Dvořák, Karel Sýs, Kamil Lhoták, Jaromír Pelc a jeho manželka Tamara

Profesora Dvořáka charakterizuje mnohostranná činnost vědecká, recenzentská, přednášková, publikační, organizátorská. Je autorem uměleckohistorických studií, stovek příspěvků v periodikách a příležitostných textů (jen abART uvádí přes 350 záznamů katalogů autorských výstav a přes 50 záznamů katalogů kolektivních výstav, jež opatřil fundovaným textem) atp.
Do povědomí širší veřejnosti se zapsal jako autor a zasvěcený průvodce televizních dokumentů o historii Prahy v několikadílných pořadech Po Karlově mostě s prof. Františkem Dvořákem (2003), Po Královské cestě (2014). V knižní podobě, stejně jako připravované pořady Po Pražském hradě a okolí, Po Pohořelci, je vydává nakladatelství Lidové noviny. V rámci televizního pořadu Toulky za uměním (2008) vznikl dokument Za generací Národního divadla s prof. Františkem Dvořákem a v roce 2010 televize natočila sérii dokumentů Moderní čeští malíři ve vzpomínkách prof. F. Dvořáka.